# Blepisanis pseudoneavei
Blepisanis pseudoneavei är en skalbaggsart som först beskrevs av Stefan von Breuning 1954.  Blepisanis pseudoneavei ingår i släktet Blepisanis och familjen långhorningar. Inga underarter finns listade.